# Peter Gilles (Rechtswissenschaftler)

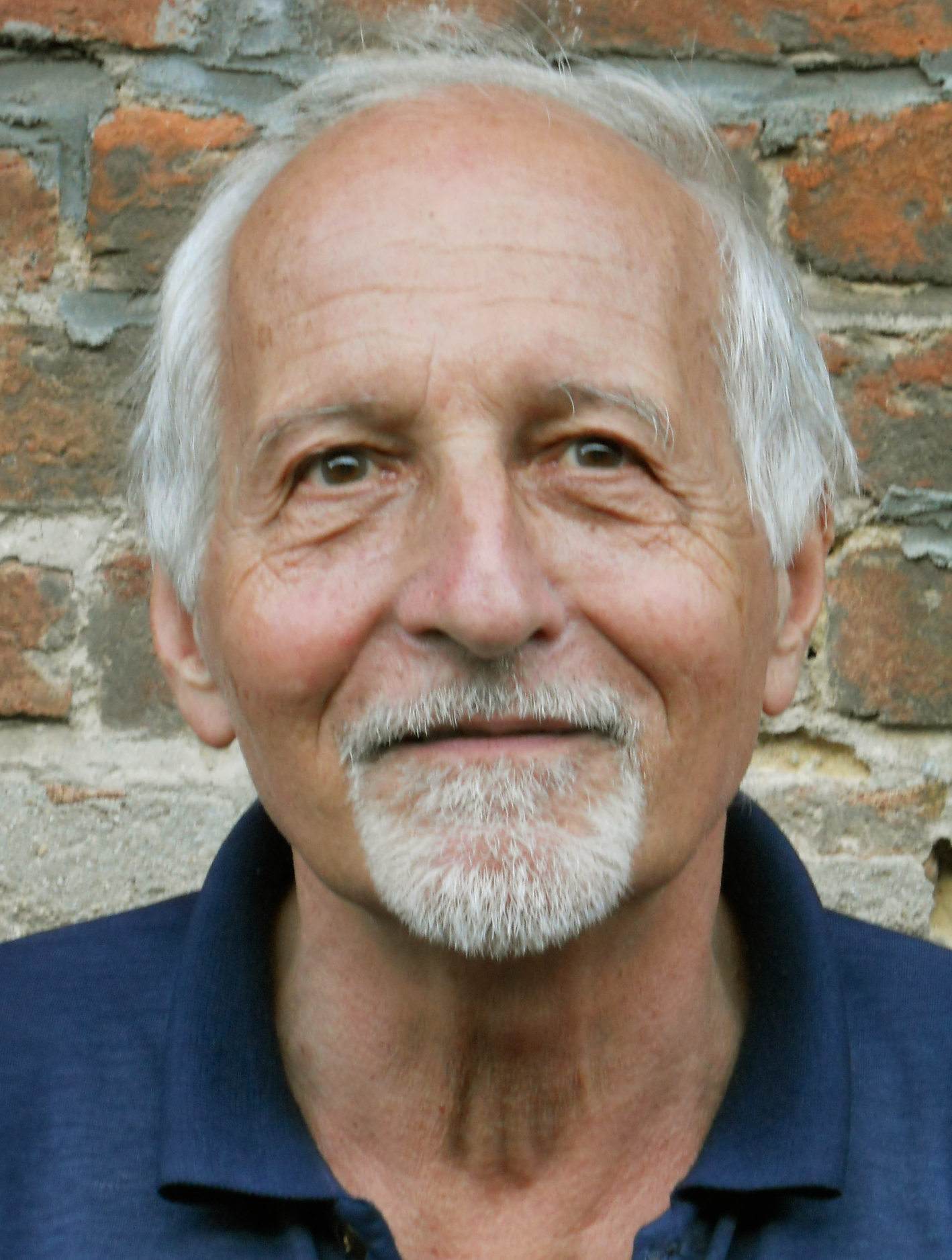
Peter Gilles, 2011

Peter Gilles (* 6. Februar 1938 in Frankfurt am Main; † 22. Oktober 2020 ebenda) war ein deutscher Rechtswissenschaftler und Professor der Johann-Wolfgang-Goethe-Universität Frankfurt am Main.

## Leben
Peter Gilles studierte von 1958 bis 1962 Rechtswissenschaften und Wirtschaftswissenschaften an der Johann-Wolfgang-Goethe-Universität, Frankfurt am Main. Nach dem ersten Juristischen Staatsexamen 1962 folgte der juristische Vorbereitungsdienst in Frankfurt und weitere Studien in Berlin, Saarbrücken und Paris, der 1964 ein Abschlussdiplom des Collège Européen des Sciences Sociales et Economiques in Paris einschloss.
Von 1964 bis 1966 war Gilles wissenschaftliche Hilfskraft an der rechtswissenschaftlichen Fakultät der Universität Frankfurt, wo er 1965 promoviert wurde. Nach dem Zweiten juristischen Staatsexamen 1966 war er bis 1970 dort Wissenschaftlicher Assistent, von 1970 bis 1971 hatte er ein Stipendium der Deutschen Forschungsgemeinschaft (DFG). 1971 habilitierte er sich in Frankfurt bei Gerhard Schiedermair.

## Wirken
Von 1972 bis 1975 war Gilles Professor für Bürgerliches Recht, Zivilprozessrecht, allgemeines Verfahrensrecht und Verfahrenstheorie am Fachbereich Rechtswissenschaft. In der gleichen Zeit übernahm er Lehrstuhlvertretungen an den Universitäten Köln und Freiburg, war von 1975 bis 1979 Professor für Zivilrecht und Verfahrensrecht am Fachbereich Rechtswissenschaften der Universität Hannover. 1979 wurde er zum Professor und Mit-Direktor des Instituts für Rechtsvergleichung am Fachbereich Rechtswissenschaft der Universität Frankfurt berufen. Von 1991 bis 1992 war Gilles Dekan des Fachbereichs Rechtswissenschaft der Universität Frankfurt, emeritiert wurde er 2003.
Von 1984 bis 1985 betreute Gilles Forschungsaufträge des Bundesministerium der Justiz zur Rechtmittelreform und von 1988 bis 1992 zur Justizreform im Rahmen des Grossprojekts einer Strukturanalyse der Rechtspflege (SAR). Daneben war er von 1990 bis 1999 Dozent an der Hessischen Verwaltungs- und Wirtschafts-Akademie (VWA), Frankfurt.
Seit 1975 hatte Gilles zahlreiche Gastprofessuren, Gastdozenturen und Vortragsaufenthalte in West- und Osteuropa, Nord-, Mittel- und Südamerika, vor allem jedoch in Nord- und Südostasien. 2004 wurde ihm die Ehrendoktorwürde der Universität Vilnius und 2007 die Ehrendoktorwürde der Aristoteles-Universität Thessaloniki verliehen.

## Arbeitsschwerpunkt
Gilles’ Schwerpunkte in Lehre und Forschung waren im Zivilrecht das Vertragsrecht, das Verbraucherrecht und Wettbewerbsrecht; im
Verfahrensrecht, insbesondere das Zivilprozeßrecht, das Justiz- und Juristenberufsrecht, das Justiz- und Verfahrensrechtsvergleichung, sowie alternative Konfliktlösung. Schwerpunkte bei der Juristenausbildung setzte er auf die Verbindung von Theorie und Praxis und die Einbeziehung von Sozialwissenschaften in die Rechtswissenschaft.

## Publikationen
Bei circa 70 Buchpublikationen wirkte Gilles als Autor, Mitautor, Herausgeber und Mitherausgeber. Daneben hat er 400 weitere Einzelveröffentlichungen vorzuweisen.
- Humane Justiz, Athenaeum Verlag 1977
- Effektivität des Rechtsschutzes und verfassungsmäßige Ordnung, Carl Heymanns Verlag 1983.
- Effiziente Rechtsverfolgung, C. F. Müller Verlag 1987.
- Anwaltsberuf und Richterberuf in der heutigen Gesellschaft, Nomos Verlagsgesellschaft 1991.
- Transnationales Prozeßrecht, Nomos Verlagsgesellschaft 1995.
- Prozeßrecht an der Jahrtausendwende, Nomos Verlagsgesellschaft 1999.
- Prozeßrecht und Rechtskulturen, Nomos Verlagsgesellschaft 2004.
- Neue Tendenzen im Prozessrecht, Nomos Verlagsgesellschaft 2007.

## Herausgeberschaften
Gilles war Herausgeber der deutschen Landesberichte zu den Weltkonferenzen für Prozeßrecht in Gent (Belgien) 1977, Würzburg 1983, Utrecht (Niederlande) 1987, Coimbra/Lissabon (Portugal) 1991, Taormina (Italien) 1995, Wien (Österreich) 1999, Mexiko-Stadt (Mexiko), Salvador/Bahia (Brasilien) 2007.
Er war von 1979 bis 2003 Geschäftsführender Herausgeber der Reihe Forum Rechtswissenschaft. Beiträge zu neueren Entwicklungen in der Rechtswissenschaft (zuletzt Nomos Verlagsgesellschaft). Er war Mitbegründer und von 1992 bis 1997 Mitherausgeber der Zeitschrift für die Anwaltspraxis (ZAP). Seit 1996 betreute er das Ressorts Osteuropäische Staaten und Ostasien der Zeitschrift für Zivilprozeß International (ZZPInt). Er war seit 1999 Redaktionsmitglied der Zeitschrift Taise/Law der Universität Vilnius (Litauen).